# Mattia Gaspari
Mattia Gaspari (* 14. September 1993 in Pieve di Cadore) ist ein italienischer Skeletonpilot.

## Werdegang

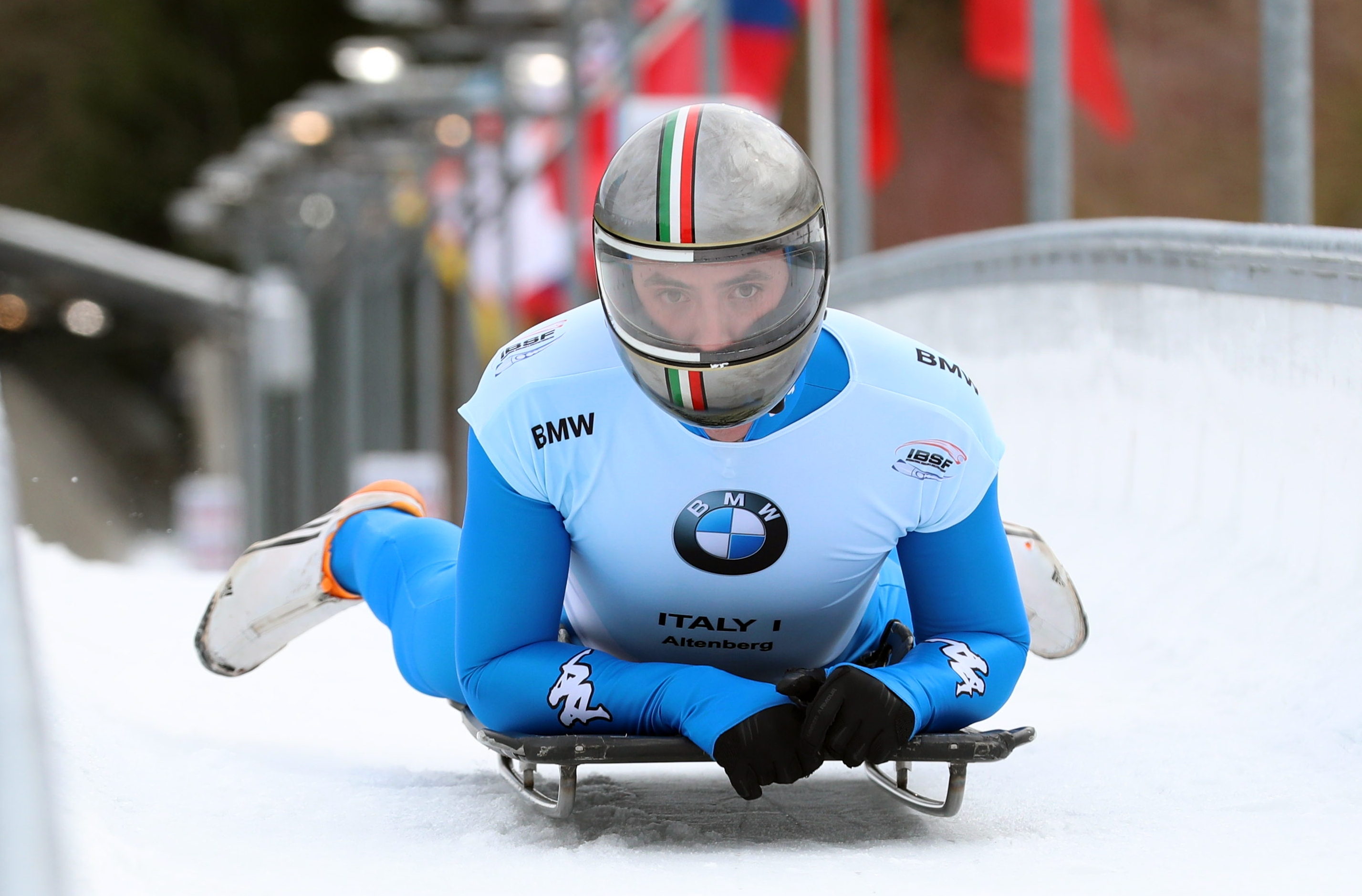
Mattia Gaspari bei den Bob- und Skeleton-Weltmeisterschaften 2020 in Altenberg

Mattia Gaspari lebt in Cortina d’Ampezzo und begann 2009 mit dem Skeletonsport. In den Wintern 2009/10 sowie 2010/11 nahm er an drei ersten internationalen Rennen im Europacup teil und platzierte sich zwischen den Rängen 19 und 25. 2011/12 startete er bei sechs der acht Saisonrennen und erreichte zwei Platzierungen unter den Top 20. Außerdem war er im Januar 2012 zum ersten Mal bei Juniorenweltmeisterschaften am Start und wurde in Igls 16. Anfang 2013 folgte mit Rang 6 an gleicher Stelle sein erstes Top-10-Resultat im Europacup.
Im Winter 2013/14 startete Mattia Gaspari nach zwei Rennen im Europacup erstmals im Intercontinentalcup und erreichte dort bei vier Rennen Plätze zwischen 11 und 16. Im Januar 2014 gab er daraufhin sein Debüt im Weltcup mit Rang 26 in Winterberg. Bei der Junioren-WM 2014 wurde er Fünfter. Im Februar 2014 wurde er erstmals italienischer Meister. Die Saison 2014/15 begann für ihn mit vier Rennen im Intercontinentalcup, bei denen er drei Top-10-Ergebnisse erzielte. Im Weltcup konnte er mit vier Resultaten zwischen den Rängen 13 und 15 erstmals ins Mittelfeld fahren. Bei der italienischen Meisterschaft gewann er Silber hinter Joseph Cecchini und bei der Junioren-WM wurde er Sechster. Bei der Europameisterschaft belegte er den 10. und bei der Weltmeisterschaft den 21. Platz. In der Saison 2015/16 belegte Gaspari erstmals Top-10-Platzierungen im Weltcup und gewann zudem die Bronzemedaille bei der Junioren-WM in Winterberg.